# Silentium (Kloster)

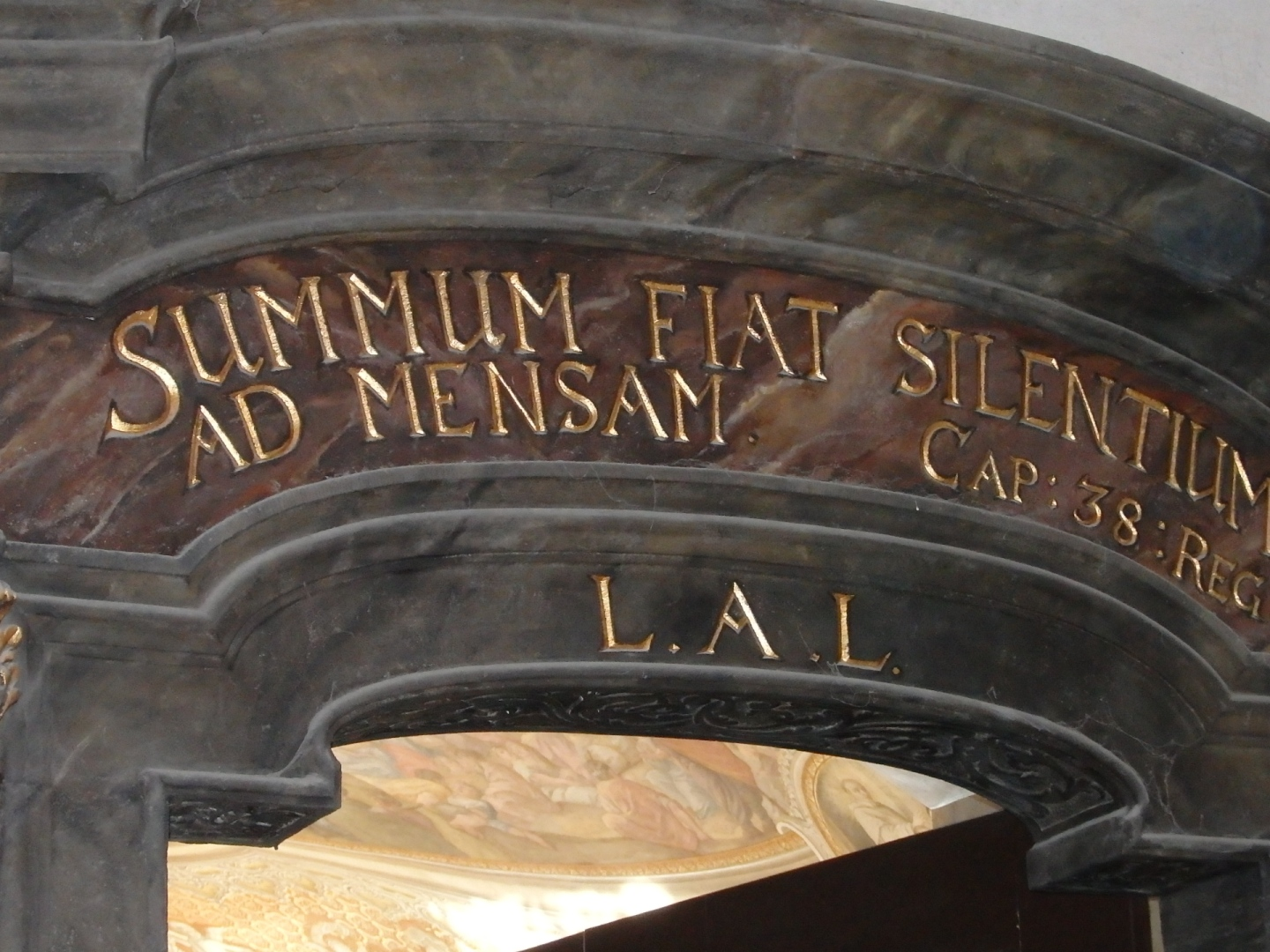
Die Inschrift über der Tür zum Refektorium des Zisterzienserklosters Leubus verweist auf das 38. Kapitel der Benediktsregel: „Beim Tisch der Brüder […] herrsche größte Stille“.

Das Silentium (lat. für „Stille“) bezeichnet die Zeiten der Stille und des innerlichen Gebets in einem Kloster. Es gibt auch Orte, an denen traditionell stets Schweigen herrschen soll, etwa der Kreuzgang oder das Dormitorium.

## Zeiten des Silentiums

### Silentium bei Tisch
Diesem Thema ist Kap. 38 der Benediktsregel gewidmet. Benedikt wünscht, dass bei Tisch nur die Tischlesung zu hören ist; alle anderen Mönche wahren größte Stille (et summum fiat silentium). Kein Flüstern und kein Laut soll hörbar werden, wer etwas benötigt, soll „eher mit einem vernehmbaren Zeichen als mit einem Wort“ darum bitten. Diese letztere Formulierung geht auf das ägyptische Mönchtum zurück. Sie gab in den mittelalterlichen Reformbewegungen des Benediktinerordens (Cluniaszenser und Zisterzienser) den Impuls zur Entwicklung einer klösterlichen Zeichensprache.

### Silentium nach dem Nachtgebet
Das Schweigen von der Komplet bis nach der heiligen Messe des darauffolgenden Tages wird in der klösterlichen Tradition als „großes“ bzw. „hohes“ Silentium oder Silentium nocturnum bezeichnet. Auch ihm ist ein eigenes Kapitel der Benediktsregel gewidmet (Kap. 42: Das Schweigen nach der Komplet). 

„Findet sich einer, der diese Regel des Schweigens übertritt, werde er schwer bestraft, ausgenommen, das Reden sei wegen der Gäste nötig, oder der Abt gebe jemandem einen Auftrag. Aber auch dann geschehe es mit großem Ernst und vornehmer Zurückhaltung.“

Wie auch sonst öfter, nahm Benedikt die ältere monastische Tradition auf und gab ihr dann eine Form, die schließlich für das mittelalterliche, abendländische Mönchtum vorbildhaft wurde. Erstmals hatte Pachomius geregelt, dass in den ägyptischen Mönchsgemeinschaften des Nachts geschwiegen wurde. Kassian nahm diese Tradition auf. Wichtig ist bei Benedikt, dass die Stille der Nacht von Gottesdiensten eingerahmt ist.

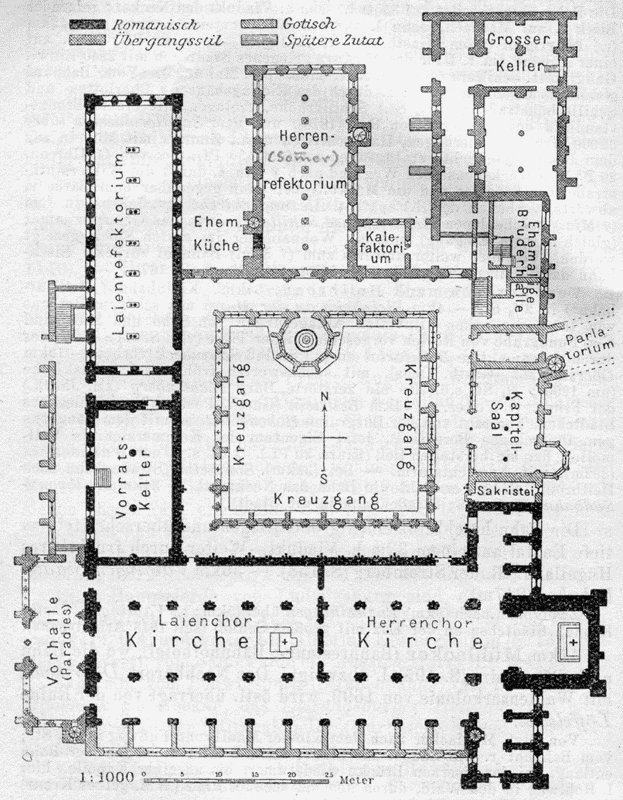
Klosterplan von Maulbronn als Beispiel eines Zisterzienserklosters

## Silentium und Klosterarchitektur
Die Benediktsregel setzt keinen bestimmten Plan für ein Kloster voraus, sie kennt insbesondere den Kreuzgang nicht.
Die Zisterzienser als benediktinische Reformbewegung verbanden ihre Hochschätzung des Silentiums mit einer besonderen Architektur, die sich mit Abwandlungen bei allen Zisterzienserklöstern wiederholt. Die Räume der inneren Klausur, erschlossen durch den Kreuzgang, und dieser selbst waren nun Räume, in denen zu den gegebenen Zeiten Stillschweigen gehalten werden sollte:
- Kirche
- Kapitelsaal
- Dormitorium
- Kreuzgang
- Refektorium

sowie außerhalb des Klosters die Grangien. Für die Kommunikation standen den Mönchen mehrere Möglichkeiten offen: den Ortswechsel zu einem Raum oder einer Fensteröffnung, wo das Reden gestattet war (in jedem Kloster gibt es mehrere solcher Orte); ein paar knappe Worte in mündlicher oder schriftlicher Form oder die Verwendung einer eigenen klösterlichen Zeichensprache.

## Sonstige Verwendung
Wahrscheinlich aus der Tradition der Klosterschulen entstand der Begriff Silentium für die Zeit mit Hausaufgabenbetreuung am Nachmittag an Ganztagsschulen.